# سنگ‌چینه‌شناسی

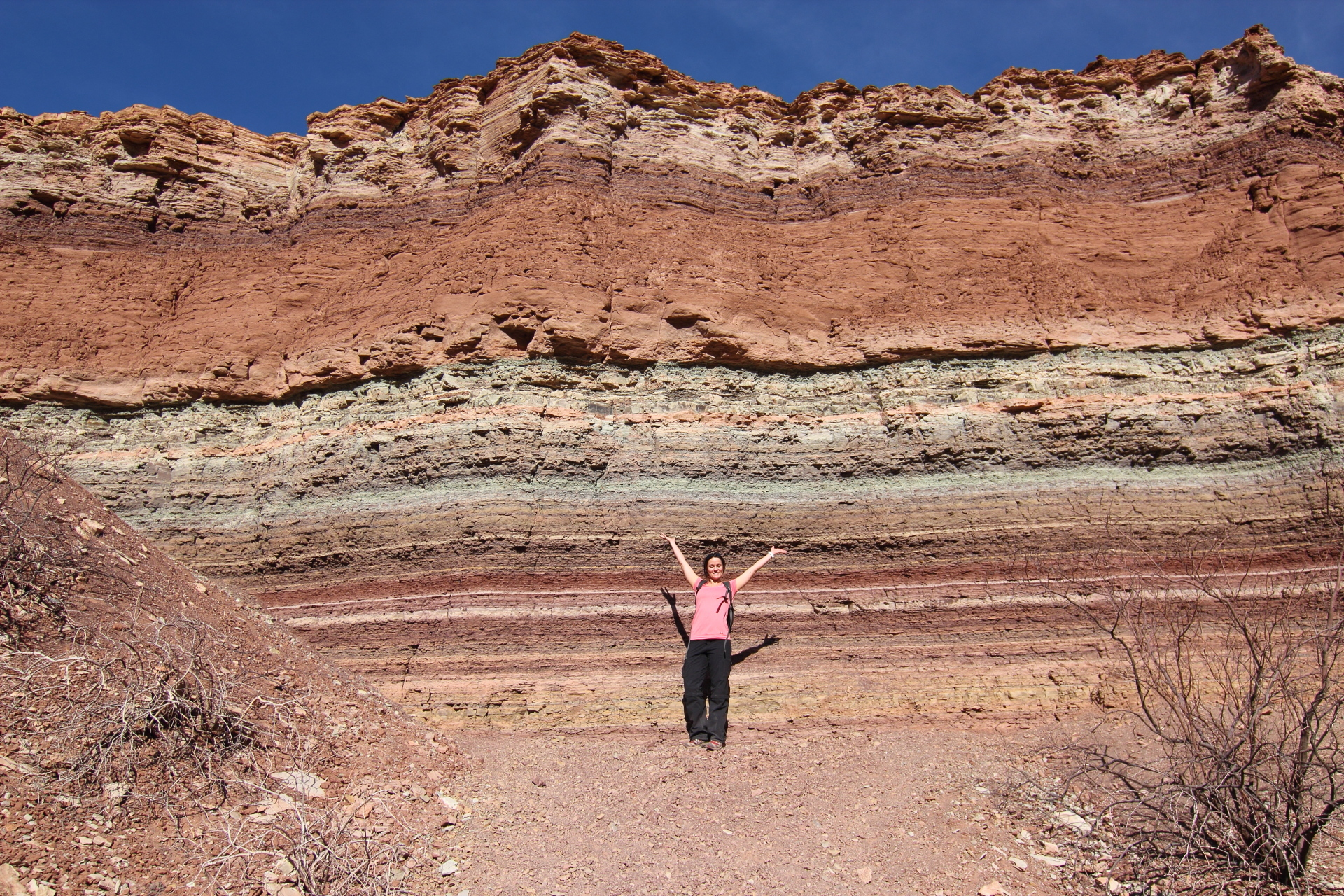
یک چینه در ایالت سالتا آرژانتین

سنگ‌چینه‌شناسی (انگلیسی: Lithostratigraphy) زیرشاخه‌ای از چینه‌شناسی است که در آن علم زمین‌شناسی با مطالعه چینه‌ها و لایه‌های سنگی آمیخته شده‌است. تمرکز اصلی این رشته بر زمین‌گاه‌شناسی، زمین‌شناسی تطبیقی و سنگ‌شناسی است. در حالت کلی یک چینه بسته به چگونگی شکل‌گیری سنگ دارای منشأ اولیه آذرین یا رسوبی است.
لایه‌های رسوبی بر اثر نهشته‌شدن رسوب به همراه فرایندهای هوازدگی، مواد آلی و رسوبات شیمیایی ته‌نشین می‌شوند. این لایه‌ها به دلیل در بر داشتن سنگواره از یکدیگر قایل تشخیص هستند و در مطالعات زیست‌چینه‌شناسی اهمیت دارند. لایه‌های آذرین نیز بر اساس میزان سردشدگی دارای ویژگی ژرف‌توده یا آتشفشانی هستند. معمولاً این لایه‌ها فاقد سنگواره بوده و نشان‌دهنده فعالیت‌های آتشفشانی و نفوذی است که در طول تاریخ زمین‌شناختی یک منطقه روی داده است.